# КАМАЗ-7850
КАМАЗ-7850 («Платформа-О») — семейство колёсных транспортёров под очень большую нагрузку, разработанное для Министерства обороны Российской Федерации. Оно служит возможной заменой шасси МЗКТ белорусского производства для установок запуска межконтинентальных баллистических ракет. Платформа-О включает в себя шасси КАМАЗ-7850 16х16 грузоподъёмностью 85 т, КАМАЗ-78509 12х12 грузоподъёмностью 60 т, тягач КАМАЗ-78504 8х8, способный буксировать полуприцеп 90 т, и КАМАЗ-78508 8х8 для передвижения самолётов на аэродромах. Это семейство разрабатывалось с прицелом на работу с ракетами РС-24 «Ярс».